# Villanueva de Valdegovía
Pour les articles homonymes, voir Villanueva.
Villanueva de Valdegovía en espagnol ou Uribarri Gaubea est une commune ou une contrée appartenant à la municipalité de Valdegovía dans la province d'Alava, située dans la Communauté autonome basque en Espagne.